# Franziskanerkloster Strehlen

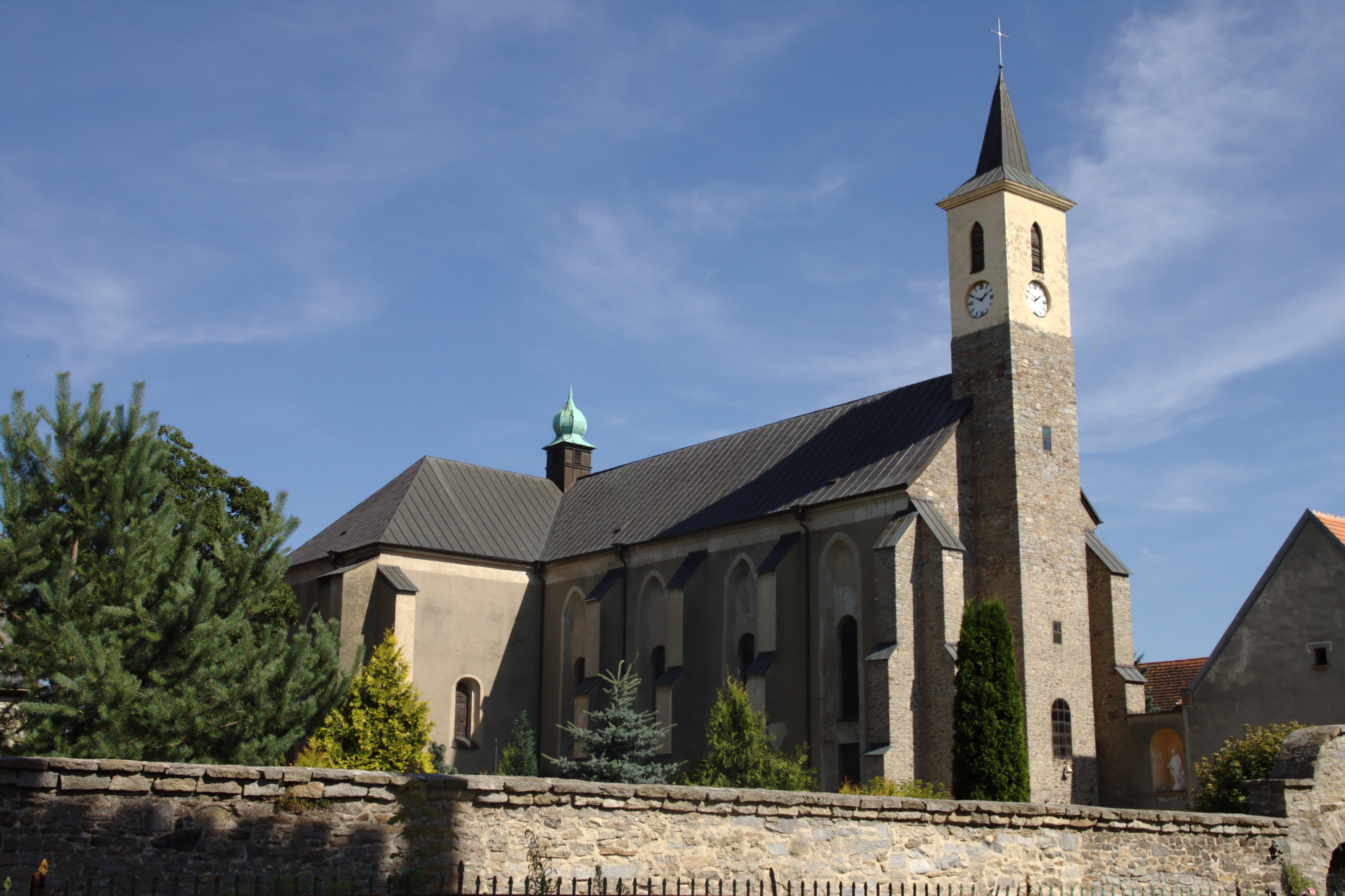
Kreuzerhöhungskirche in Strzelin, ehemalige Klosterkirche des Klarissenklosters Strehlen und des Klosters der unbeschuhten Augustiner-Eremiten

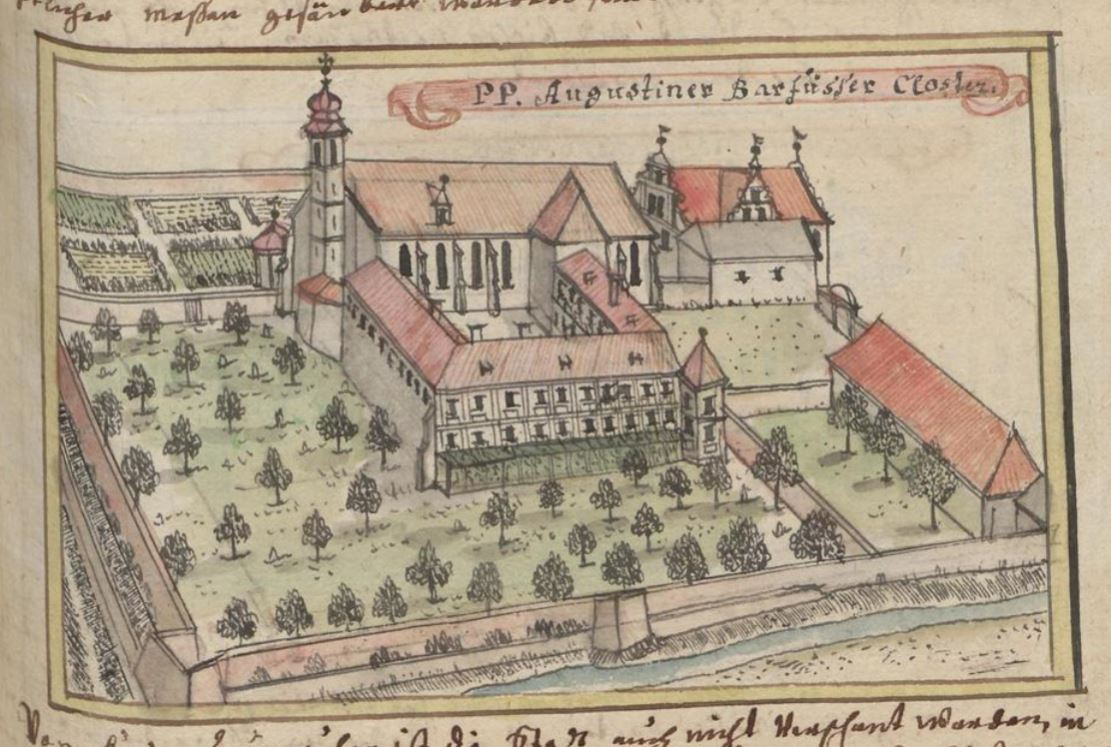
Kloster der Unbeschuhten Augustiner-Eremiten, erste Hälfte des 18. Jahrhunderts

Das Franziskanerkloster Strehlen war ein Kloster des Franziskanerordens (lateinisch ordo fratrum minorum, deutsch: Orden der Minderen Brüder, Ordenskürzel OFM) in Strehlen im damaligen Herzogtum Schweidnitz, nach dessen Teilung 1321 im Herzogtum Münsterberg, und ab 1427 im Herzogtum Brieg in Schlesien, seit 1945 Strzelin (Polen). Nach der Gründung des Klarissenklosters Strehlen 1295 durch den Schweidnitzer Herzog Bolko I. wurde bei diesem Kloster auch ein Männerkonvent gegründet, der in erster Linie die seelsorgliche Betreuung und die wirtschaftliche Führung des großen Frauenklosters zur Aufgabe hatte. Der Konvent blieb wohl immer klein und ging mit dem Klarissenkloster 1540 unter bzw. wurde aufgehoben.

## Lage
Das Klarissenkloster einschließlich der Klosterkirche lag an der südwestlichen Stadtmauer von Strehlen. Der Männerkonvent lag in unmittelbarer Nähe; es haben sich keine nachweisbaren Reste der Konventsgebäude erhalten. Das Männerkloster besaß auch keine eigene Klosterkirche.

## Geschichte
1295 gründete Herzog Bolko I. von Schweidnitz das Klarissenkloster in Strehlen. Vermutlich wurde bald darauf, nach Lucius Teichmann: um 1300, ein Franziskanermännerkonvent in unmittelbarer Nähe des Frauenklosters gegründet. Dieser Konvent hatte in erster Linie die Aufgabe, die Nonnen der Klarissenabtei seelsorgerisch zu betreuen, als Priester, Prediger, Lesemeister und Beichtväter, aber auch die wirtschaftliche Führung des großen Grundbesitzes der Klarissenabtei (Schaffer) zu übernehmen. Derartige Franziskanerkonvente wurden beispielsweise auch beim Klarissenkloster Ribnitz oder beim Klarissenkloster Weißenfels gegründet. In den meisten anderen Fällen wurden neu gegründete Klarissenklöster durch bereits im selben Ort bestehende (Männer-)Konvente betreut, z. B. in Breslau, Glogau, Eger oder im südböhmischen Krumau.
Der Franziskanerkonvent in Strehlen wird in einer Urkunde vom 20. Oktober 1307 erstmals erwähnt. Er gehörte zur Sächsischen Ordensprovinz der Franziskaner und lag kirchenrechtlich im Gebiet des Bistums Breslau. Er dürfte bereits bei seiner Gründung der Kustodie Breslau innerhalb der Sächsischen Franziskanerprovinz zugewiesen worden sein. 1340 ist der Konvent im Provinciale vetistissima dann definitiv unter der Kustodie Breslau aufgeführt. Auch im Liber conformitatum von 1390 erscheint der Konvent unter den Konventen der Kustodie Breslau.
Durch Teilung des Herzogtums Schweidnitz war Strehlen 1321 an das von Herzog Bolko II. begründete Herzogtum Münsterberg gefallen. Bolko II. begab sich 1336 in die böhmische Lehenshoheit. 1427 kam Strehlen zum Herzogtum Brieg. 1428 und 1438 wurden die Stadt Strehlen und das Klarissenkloster von den Hussiten geplündert. Ein Teil der Ordensschwestern soll nach Brieg geflohen sein. Man darf annehmen, dass bei diesen Überfällen auch der Männerkonvent geschädigt wurde.
In den wenigen Urkunden, die den Konvent in Strehlen betreffen, findet sich keine einzige Stiftung oder ein Vermächtnis für diesen Konvent, oder auch Schenkungen von liegenden Gütern. Nach Teichmann ist dies ein Hinweis darauf, dass der Männerkonvent wirtschaftlich von der Klarissenabtei abhängig war.
1518 wurde die Provinzeinteilung in der Sächsischen Franziskanerprovinz durch das Generalkapitel in Lyon neu geregelt, allerdings nicht strikt geographisch, sondern nach den unterschiedlichen Konstitutionen der Observanz. Die Klöster, die sich den Martinianischen Konstitutionen angeschlossen hatten, darunter auch Strehlen, wurden in der Provinz „Saxonia S. Johannis Baptista“ vereinigt, während die Klöster der strikten Observanz die Provinz „Saxonia S. Crucis“ bildeten.
1523 wurde die Kustodie Breslau von der Sächsischen Franziskanerprovinz abgetrennt und an die Böhmische (Observanten-)Ordensprovinz angeschlossen. Der Konvent in Strehlen wird zwar nicht ausdrücklich genannt, jedoch ist das Klarissenkloster Strehlen namentlich aufgeführt. Sehr wahrscheinlich wurden das Klarissenkloster und der angeschlossene Männerkonvent als organisatorische Einheit aufgefasst (nach Teichmann).

### Das Ende des Konvents
Mit der Einführung der Reformation 1525/26 im Herzogtum Brieg wurde die Lage des Klarissenklosters durch die zunehmend antiklösterliche Stimmung in der Bevölkerung immer schwieriger. Auch im Klarissenkloster selber fand die neue Lehre anscheinend Anhängerinnen. So heiratete der Franziskaner Johannes, ein Magister aus dem Konvent in Troppau, am Heiligen Leichnamstag 1526 eine namentlich nicht genannte Nonne aus dem Kloster Strehlen,
1540 löste Herzog Friedrich II. von Liegnitz, Brieg und Wohlau das Klarissenkloster in Strehlen auf. Sehr wahrscheinlich zur gleichen Zeit wurde auch der angeschlossene Männerkonvent aufgelöst.

### Guardiane
Vorsteher des Konvents war der Guardian. Er wurde vom Provinzialkapitel ernannt bzw. auf dem Provinzialkapitel gewählt, in der Regel für drei Jahre. Aufgrund der schlechten, urkundlichen Überlieferung sind nur wenige Amtsträger bekannt. Die Zahlen in der Tabelle sind lediglich die Jahre einer Erwähnung, nicht der Zeitpunkt der Ernennung (oder die Dauer der Amtszeit).
| Amtszeit | Guardian                                  | Sonstige Klosterämter und Anmerkungen                                           |                    |
| -------- | ----------------------------------------- | ------------------------------------------------------------------------------- | ------------------ |
| 1328     | Johannes                                  | de Syttavia (aus Zittau)                                                        |                    |
| 1368     | Hermannus                                 | guardianus Strelinensis                                                         |                    |
| 1383     | ?                                         | Niklas Ysenbart                                                                 | der gaistliche Man |
| 1396     | Joannes de Luban                          |                                                                                 |                    |
| 1402     | Petrus Schneyber                          |                                                                                 |                    |
| 1485     | ?                                         | Fredricus Metczrodir, Lesemeister der Heiligen Schrift, Laurentius, Beichtvater |                    |
| 1496     | ?                                         | Br. Nicolaus, Schaffner                                                         |                    |
| 1509     | Gregor von Strehlen                       | Guardian und Schaffner                                                          |                    |
| 1512     | Heincz von Comelwicz/Heinz von Kummelwitz | Guardian und Schaffner                                                          |                    |

## Nachnutzung
Die Gebäude der Abtei wie auch die Klosterkirche der Klarissen brannten 1648 ab; sie blieben zunächst als Ruine liegen. 1700 wurden sie den Unbeschuhten Augustiner-Eremiten (Ordo Fratrum Eremitarum Discalceatorum S. Augustini, Ordenskürzel: OEDSA) übergeben, die die Klostergebäude und die Klosterkirche von 1700 bis 1708 in barockem Stil wieder aufbauten. Dieses Kloster wurde durch das Säkularisationsedikt vom preußischen König Friedrich Wilhelm III. vom 30. Oktober 1810 verstaatlicht.
Die Gebäude wurden ab 1810 als Militärlazarett genutzt. Die Klosterkirche ist seit 1848 die Strehlener Pfarrkirche Kreuzerhöhung.